# وودز كروس
وودز كروس (يوتا) (بالإنجليزية: Woods Cross, Utah)‏ هي مدينة تقع في الولايات المتحدة في مقاطعة دافيز. يقدر عدد سكانها بـ 10,212 نسمة ومساحتها 9.3 كم2 وترتفع عن سطح البحر 1,334 متر.

## التركيبة السكانية
حدّد مكتب تعداد الولايات المتحدة بيانات التركيبة السكانية لوودز كروس في تعداد الولايات المتحدة. في ما يلي، التركيبة السكانية حسب تعدادي 2000 و2010.

### تعداد عام 2000
بلغ عدد سكان وودز كروس 6,419 نسمة بحسب تعداد عام 2000، وبلغ عدد الأسر 1,936 أسرة وعدد العائلات 1,590 عائلة مقيمة في المدينة. في حين سجلت الكثافة السكانية 645.8 نسمة لكل كيلومتر مربع (1,672.6/ميل2). وبلغ عدد الوحدات السكنية 2,021 وحدة بمتوسط كثافة قدره 203.3 لكل كيلومتر مربع (526.5/ميل2).
وتوزع التركيب العرقي للمدينة بنسبة 93.75% من البيض و0.44% من الأمريكيين الأفارقة و0.25% من الأمريكيين الأصليين و0.70% من الأمريكيين ذوي الأصول الآسيوية و0.26% من سكان جزر المحيط الهادئ و2.55% من الأعراق الأخرى و2.04% من عرقين مختلطين أو أكثر و5.72% من الهسبانيون أو اللاتينيون من أي عرق.
بلغ عدد الأسر 1,936 أسرة كانت نسبة 56.2% منها لديها أطفال تحت سن الثامنة عشر تعيش معهم، وبلغت نسبة الأزواج القاطنين مع بعضهم البعض 67.4% من أصل المجموع الكلي للأسر، ونسبة 10.4% من الأسر كان لديها معيلات من الإناث دون وجود شريك، بينما كانت نسبة 4.3% من الأسر لديها معيلون من الذكور دون وجود شريكة وكانت نسبة 17.9% من غير العائلات. تألفت نسبة 13.3% من أصل جميع الأسر من عدة أفراد يعيشون في نفس المنزل ونسبة 2.6% كانت تتألف من شخص يعيش بمفرده يبلغ من العمر 65 عاماً أو أكثر. وبلغ متوسط حجم الأسرة المعيشية 3.32، أما متوسط حجم العائلات فبلغ 3.69.
بلغ العمر الوسطي للسكان 25.5 عاماً. وكانت نسبة 36% من القاطنين تحت سن الثامنة عشر، وكانت نسبة 13% بين الثامنة عشر والرابعة والعشرين عاماً، ونسبة 31.6% كانت واقعةً في الفئة العمرية ما بين الخامسة والعشرين والرابعة والأربعين عاماً، ونسبة 15.7% كانت ما بين الخامسة والأربعين والرابعة والستين، ونسبة 3.7% كانت ضمن فئة الخامسة والستين عاماً فما فوق. يوجد لكل 100 أنثى 100.0 ذكر، ويوجد لكل 100 أنثى في الثامنة عشر من عمرها فما فوق 100.8 ذكر.
بلغ متوسط دخل الأسرة في المدينة 46,271 دولارًا، أما متوسط دخل العائلة فبلغ 51,778 دولارًا. وكان متوسط دخل الذكور 35,958 دولارًا مقابل 22,917 دولارًا للإناث. وسجل دخل الفرد الخاص بالمدينة 16,508 دولارًا. وكانت نسبة 4% من العائلات ونسبة 4.7% من السكان تحت خط الفقر، وكان من هؤلاء نسبة 6.3% تحت سن الثامنة عشر ونسبة 8.7% في الخامسة والستين من العمر وما فوق.

### تعداد عام 2010
بلغ عدد سكان وودز كروس 9,761 نسمة بحسب تعداد عام 2010، وبلغ عدد الأسر 2,913 أسرة وعدد العائلات 2,409 عائلة مقيمة في المدينة. في حين سجلت الكثافة السكانية 982 نسمة لكل كيلومتر مربع (2,543.4/ميل2). وبلغ عدد الوحدات السكنية 3,034 وحدة بمتوسط كثافة قدره 305.2 لكل كيلومتر مربع (790.5/ميل2).
وتوزع التركيب العرقي للمدينة بنسبة 88.97% من البيض و1.07% من الأمريكيين الأفارقة و0.54% من الأمريكيين الأصليين و1.57% من الأمريكيين ذوي الأصول الآسيوية و1.19% من سكان جزر المحيط الهادئ و3.86% من الأعراق الأخرى و2.81% من عرقين مختلطين أو أكثر و8.65% من الهسبانيون أو اللاتينيون من أي عرق.
بلغ عدد الأسر 2,913 أسرة كانت نسبة 54.5% منها لديها أطفال تحت سن الثامنة عشر تعيش معهم، وبلغت نسبة الأزواج القاطنين مع بعضهم البعض 67% من أصل المجموع الكلي للأسر، ونسبة 11.1% من الأسر كان لديها معيلات من الإناث دون وجود شريك، بينما كانت نسبة 4.6% من الأسر لديها معيلون من الذكور دون وجود شريكة وكانت نسبة 17.3% من غير العائلات. تألفت نسبة 13% من أصل جميع الأسر من عدة أفراد يعيشون في نفس المنزل ونسبة 3.3% كانت تتألف من شخص يعيش بمفرده يبلغ من العمر 65 عاماً أو أكثر. وبلغ متوسط حجم الأسرة المعيشية 3.32، أما متوسط حجم العائلات فبلغ 3.66.
بلغ العمر الوسطي للسكان 28.0 عاماً. وكانت نسبة 36.5% من القاطنين تحت سن الثامنة عشر، وكانت نسبة 8.5% بين الثامنة عشر والرابعة والعشرين عاماً، ونسبة 33.8% كانت واقعةً في الفئة العمرية ما بين الخامسة والعشرين والرابعة والأربعين عاماً، ونسبة 15.5% كانت ما بين الخامسة والأربعين والرابعة والستين، ونسبة 5.7% كانت ضمن فئة الخامسة والستين عاماً فما فوق. وتوزع التركيب الجنسي للسكان بنسبة 50.5% ذكور و49.5% إناث.